# S.E.S.
S.E.S. (hangul: 에스.이.에스; skrót od Sea, Eugene, Shoo) – południowokoreański girlsband utworzony przez S.M. Entertainment w 1997 roku, składa się z trzech członkiń: Bada, Eugene oraz Shoo. S.E.S. są uważane za jedną z pierwszych żeńskich grup K-popowych, które odniosły duży sukces.
Grupa oficjalnie rozwiązała się w grudniu 2002 roku po wygaśnięciu kontraktów Bady i Eugene, choć Shoo ostatecznie rozstała się z S.M. Entertainment w 2006 roku. Ich ostatnim wydawnictwem była japońska kompilacja Beautiful Songs ukazała się w czerwcu 2003 roku".
W październiku 2016 roku ogłoszono, że trio powróci jako zespół na scenę muzyczną, aby uczcić ich dwudziestą rocznicę od premiery debiutanckiego albumu I'm Your Girl.
Po wydaniu singla Love [story], remake'a ich piosenki z 1999 roku pt. Love, 28 listopada 2016 roku przez S.M. Entertainment, ukazał się album studyjny Remember.

## Dyskografia
| Albumy studyjne - I'm Your Girl (1997) - Sea & Eugene & Shoo (1998) - Love (1999) - A Letter from Greenland (2000) - Surprise (2001) - Choose My Life-U (2002) - Friend (2002) - Remember (2017) Kompilacje - Surprise (2001) - Friend (2002) | Albumy studyjne - Reach Out (1999) - Be Ever Wonderful (2000) Kompilacje - Prime: S.E.S. the Best (2000) - Here & There – S.E.S. Singles Collection (2001) - S.E.S. Best (2002) - Beautiful Songs (2003) |